# UFC 165
UFC 165: Jones vs. Gustafsson fue un evento de artes marciales mixtas celebrado por Ultimate Fighting Championship el 21 de septiembre de 2013 en el Air Canada Centre en Toronto, Canadá.

## Historia
UFC 165 fue el primer evento de UFC en pago por visión que contó con dos defensas del título desde UFC 152, que también tuvo lugar en Toronto.
El evento principal contó con una pelea por el Campeonato de Peso Semipesado de UFC entre el campeón Jon Jones y el aspirante al título Alexander Gustafsson.
El evento coestelar contó con una pelea por el Campeonato Interino de Peso Gallo de UFC entre el actual campeón Renan Barão frente al aspirante Eddie Wineland.

## Resultados
1. ↑  Por el Campeonato de Peso Semipesado de UFC.
2. ↑  Por el Campeonato Interino de Peso Gallo de UFC.

## Premios extra
Cada peleador recibió un bono de $50,000.
- Pelea de la Noche: Jon Jones vs. Alexander Gustafsson
- KO de la Noche: Renan Barão
- Sumisión de la Noche: Mitch Gagnon